# オレンジに塩コショウ
「オレンジに塩コショウ」（オレンジにしおコショウ）は、アカシックのメジャー2ndシングル。2017年6月28日にunBORDEから発売された。

## 収録曲
1. オレンジに塩コショウ
2. ブラック
3. エンドオブザワールド